# Дженнаро Греко
Дженнаро Греко (італ. Gennaro Greco 1663, Неаполь — 1714, Нола) — італійський художник кінця XVII — початку XVIII ст., переважно декоратор. Відомий також за прізвиськом Маскакотта (Mascacotta). Працював в жанрі ведута.

## Біографія, ранні роки
Біографія художника відома погано, незважаючи на те, що його життєпис намагався відтворити неаполітанський художник і історіограф Бернардо де Домінічі (1683–1759).
Прізвисько Маскакотта (Mascacotta) припало до художника через значні опіки обличчя, котрі майбутній художник отримав ще в дитинстві.

## Співпраця з неаполітанськими художниками
За припущеннями Дженнаро Греко здобув художню освіту у місті Неаполь, відомо, що він працював у майстерні Андреа Поццо. Художник спеціалізувався на декоративному живопису, хоча відомі також портрети його роботи. Вузька спеціалізація на створенні вигаданих і фантазійних краєвидів з поруйнованими давньоримськими спорудами, гаванями чи портами привела його до співпраці з декотрими неаполітанськими художниками, серед котрих були Франческо Солімена (представник пишного і бравурного бароко) та Паоло де Маттеіс (1662-1728).
1696 року Дженнаро Греко працював над декором клепінь в неаполітанській церкві св. Франческо Ксаверіо, де заповнював незаписані місця між фресками роботи Паоло де Маттеіса. Це були незвичні орнаменти, котрі нагадували орнаменти з репертуару рококо.

## Картини з фантазійними краєвидами та руїнами
Дженнаро Греко запам'ятався сучасникам та прихильникам живопису картинами з фантазійними руїнами, гаванями, портами у тиху погоду. Куди більшу популярність мали його фантазійні краєвиди з підземеллями та моторшними спорудами, котрі італійці називали «тюрмами». Спеціалізувались на цьому жанрі декілька неаполітанських художників, серед котрих будо Монсу Дезідеріо, Дідьє Барра, Вівіано Кодацці, Доменіко Гарджуло, Леонардо Коккоранте та інші.

## Три шлюби
Збережені відомості, що художник мав три шлюби і декілька дітей. До дорослого віку дожив лише Вінченцо Греко, котрий теж став художником, як і батько.

## Смерть
Художник помер у місті Нола 1714 року, де впав з високих риштувань в церкві, де працював над створенням фресок.

## Обрані твори (неповний перелік)
- Орнаменти стелі в церкві Сан Фернандо, Неполь
- «Вигаданий краєвид з затокою та портом»
- «Краєвид в гірлянді квітів»
- «Руїни на узбережжі»
- «Руїни в порту»
- «Виверження вулкана Везувій»
- «Порт на Середземному морі»
- «Затока Гаети в гірлянді квітів»
- «Поселення серед руїн»
- «Архітектурне капріччо»
- «Античні руїни надвечір з художником, що їх замальовує».

## Обрані твори (галерея)

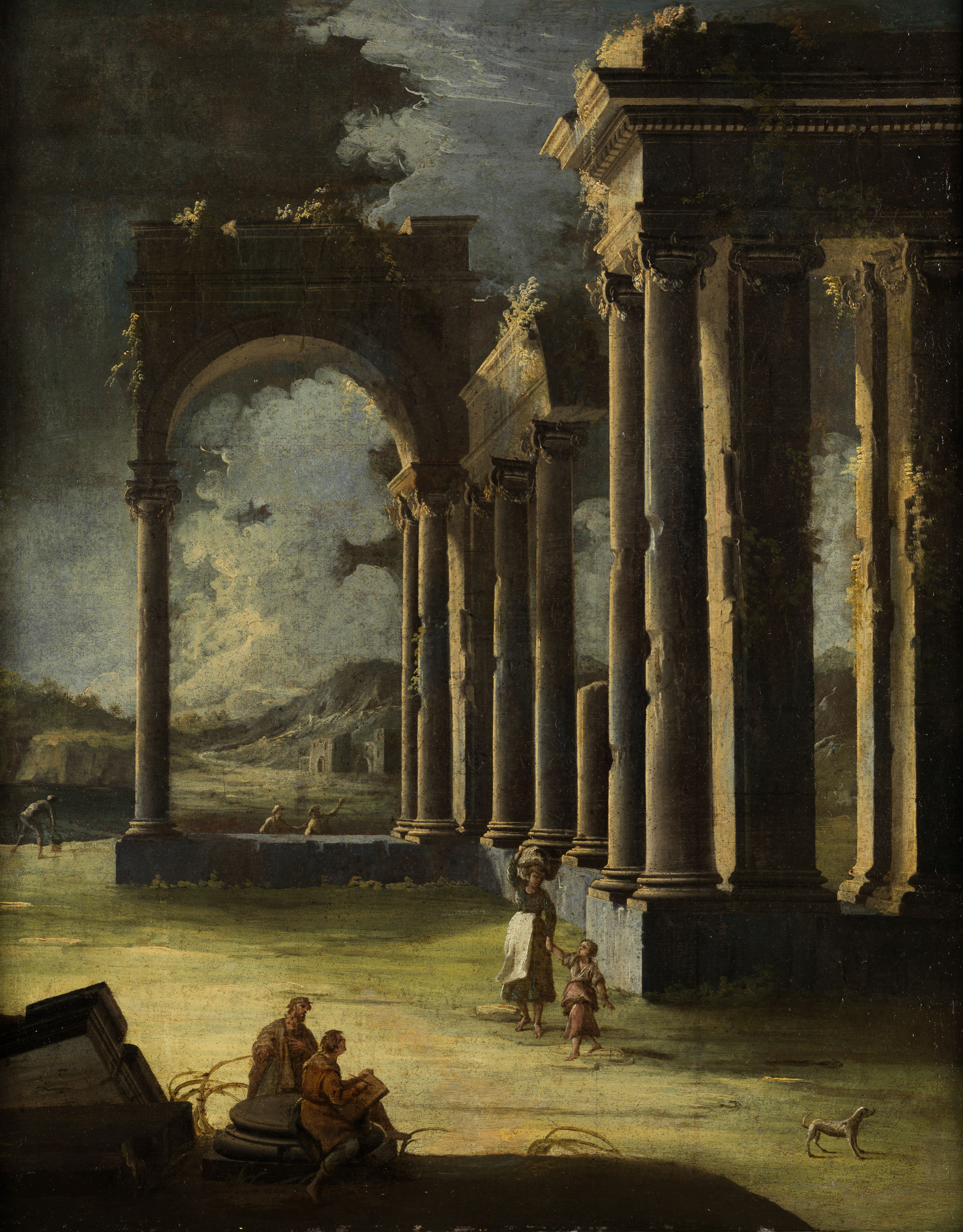
Дженнаро Греко. «Античні руїни надвечір з художником, що їх замальовує».
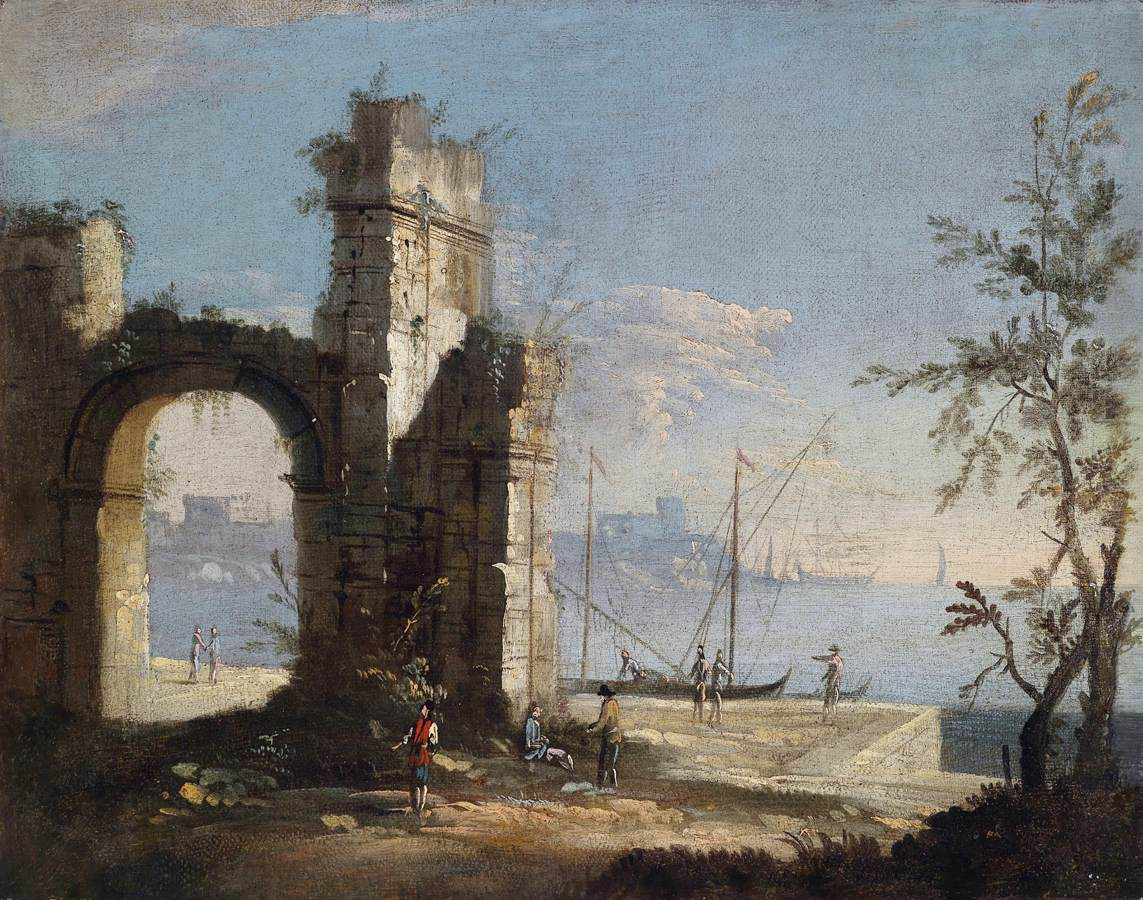
Дженнаро Греко. «Архітектурне капріччо».
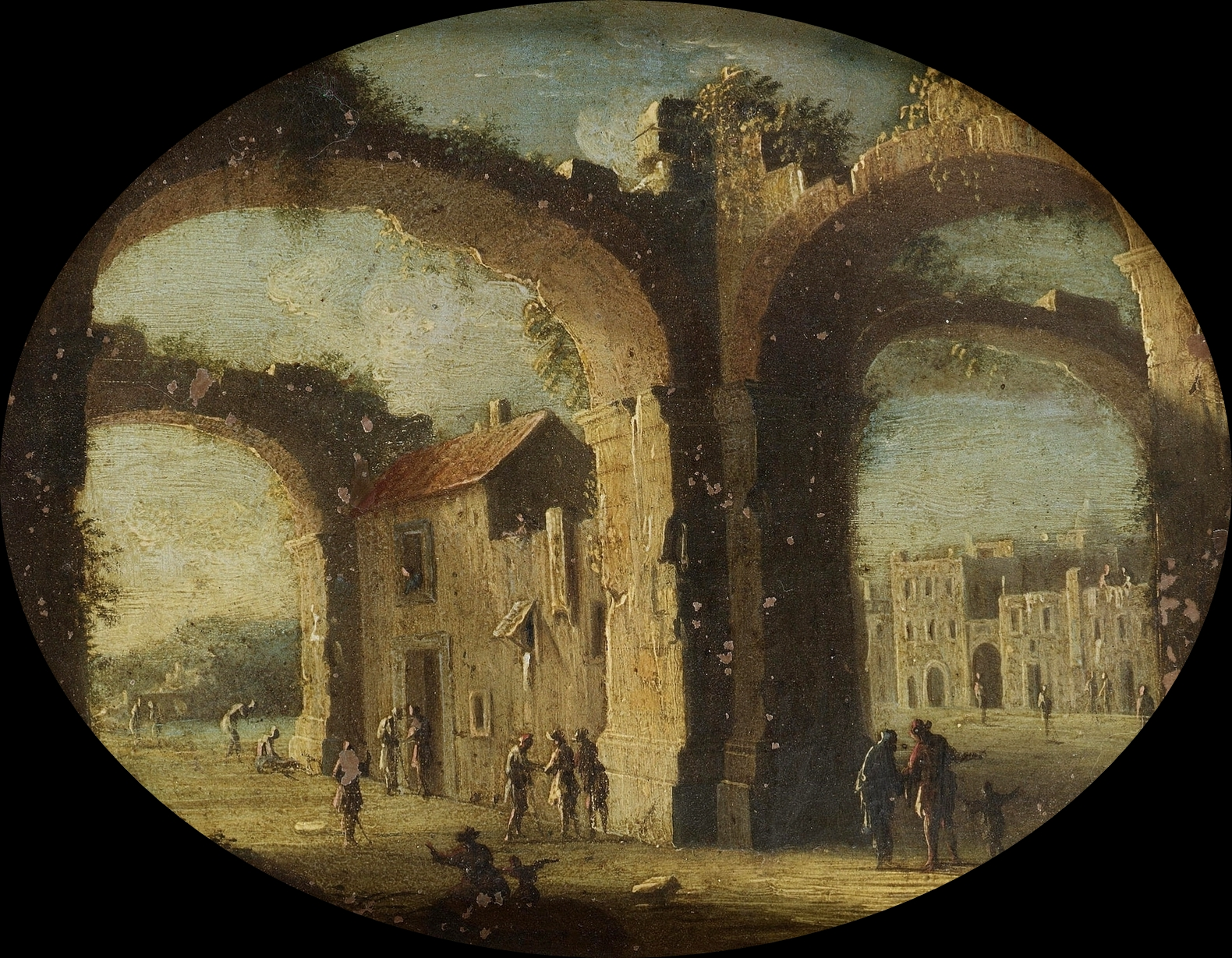
Дженнаро Греко. «Поселення серед руїн»
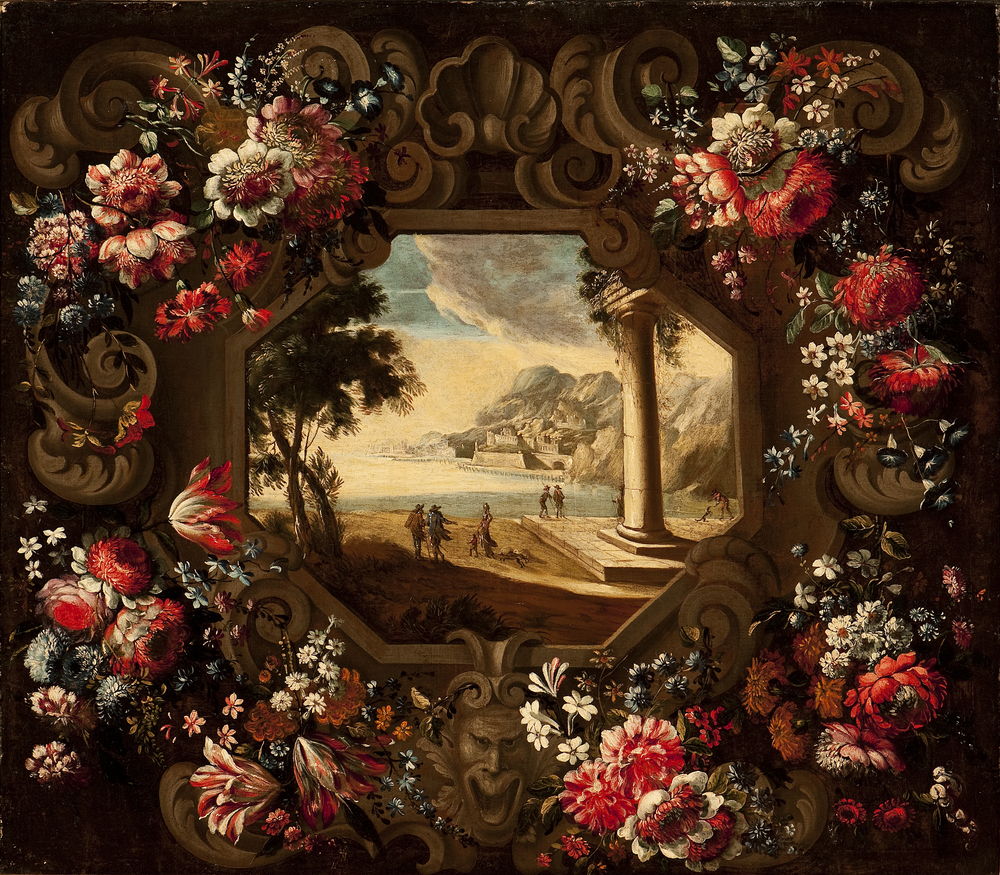
Дженнаро Греко. «Затока Гаети в гірлянді квітів»